# Johann Baptist Streicher
Johann Baptist Streicher (Vienna, 3 gennaio 1796 – Vienna, 28 marzo 1871) è stato un artigiano austriaco, costruttore di pianoforti.

## Biografia
Ha imparato la tradizione artigianale della costruzione di pianoforti dai suoi genitori ed è diventato socio in affari nel 1823. Johannes Brahms, compositore famoso e affezionato proprietario di un pianoforte Streicher, in una lettera alla pianista tedesca Clara Schumann scrisse che "Là [sul mio Streicher] so sempre esattamente cosa scrivo e perché scrivo in un modo o nell'altro".
Il figlio di Streicher, Emil, vendette l’attività famigliare nel 1896 ai fratelli Stingl. Il costruttore di pianoforti Paul McNulty ha costruito la prima copia al mondo di un pianoforte Streicher del 1868, che Johannes Brahms ricevette da Streicher nel 1870 e conservò in casa sua fino alla morte.

## Registrazioni
- Boyd McDonald. Johannes Brahms. The piano Miniatures. Fortepiano 1851 Streicher
- Hardy Rittner. Johannes Brahms. Complete Piano Music. Fortepiani 1846 Bosendorfer, 1856, 1868 Streicher
- Alexandre Oguey, Neal Peres De Costa. Pastoral Fables. Works for cor anglais and pianos. Streicher (Paul McNulty)